# Calicalicus madagascariensis

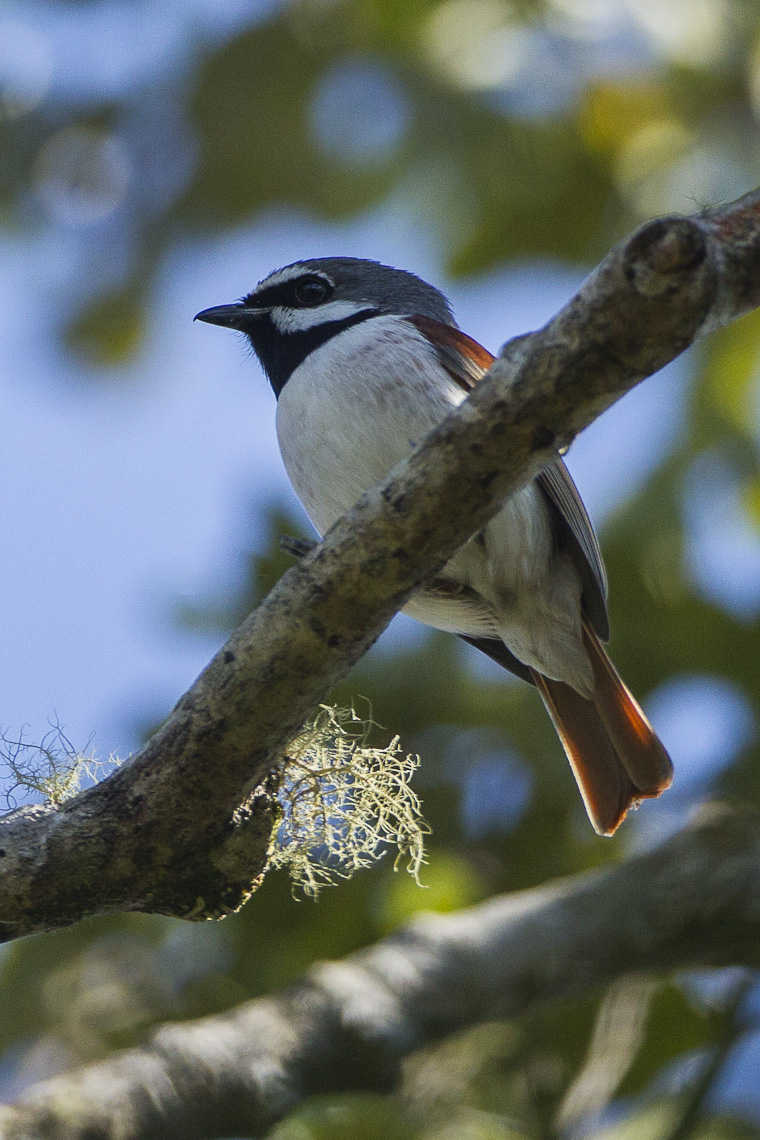
Vanga colirrojo posado en un árbol.

El vanga colirrojo (Calicalicus madagascariensis) es una especie de ave paseriforme de la familia Vangidae.

## Distribución geográfica y hábitat
Es endémica de Madagascar y sus hábitats naturales son los bosques secos subtropicales o tropicales y los bosques bajos húmedos subtropicales o tropicales.